# Kairaku-en
Kairakuen ou Kairaku-en (偕楽園) est un jardin japonais situé à Mito dans la préfecture d'Ibaraki au Japon. Il a été construit en 1841 par Tokugawa Nariaki. Avec les jardins de Kenroku-en et Koraku-en (situés à Kanazawa et Okayama), il est un des trois jardins les plus célèbres du Japon. En 2015, il est désigné site Japan Heritage. 

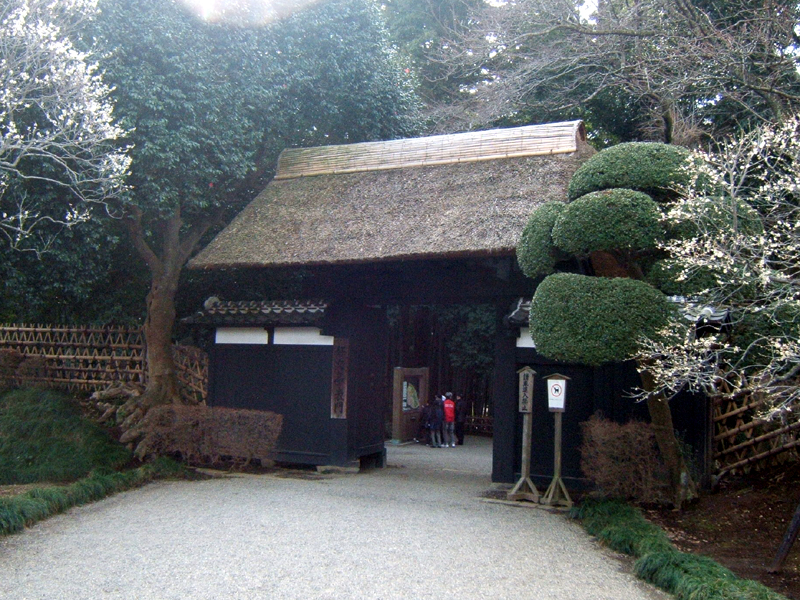
Porte d’entrée d’époque.
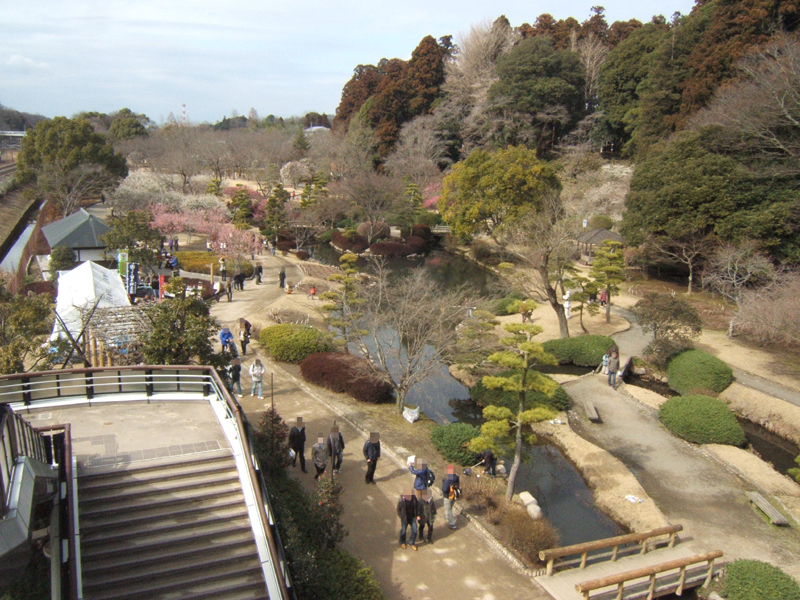
Jardin du sud.
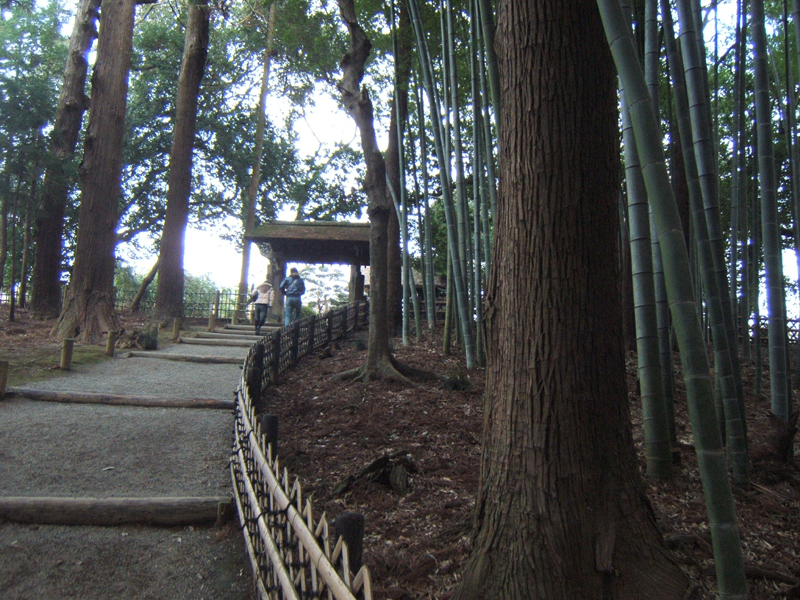
Bambouseraie et bois de cèdres.
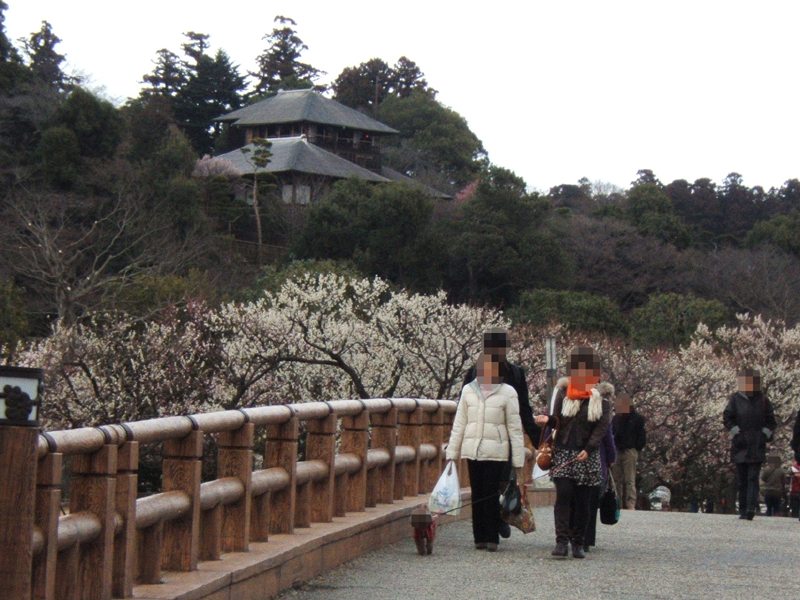
Vue du Koubuntei depuis un pont.
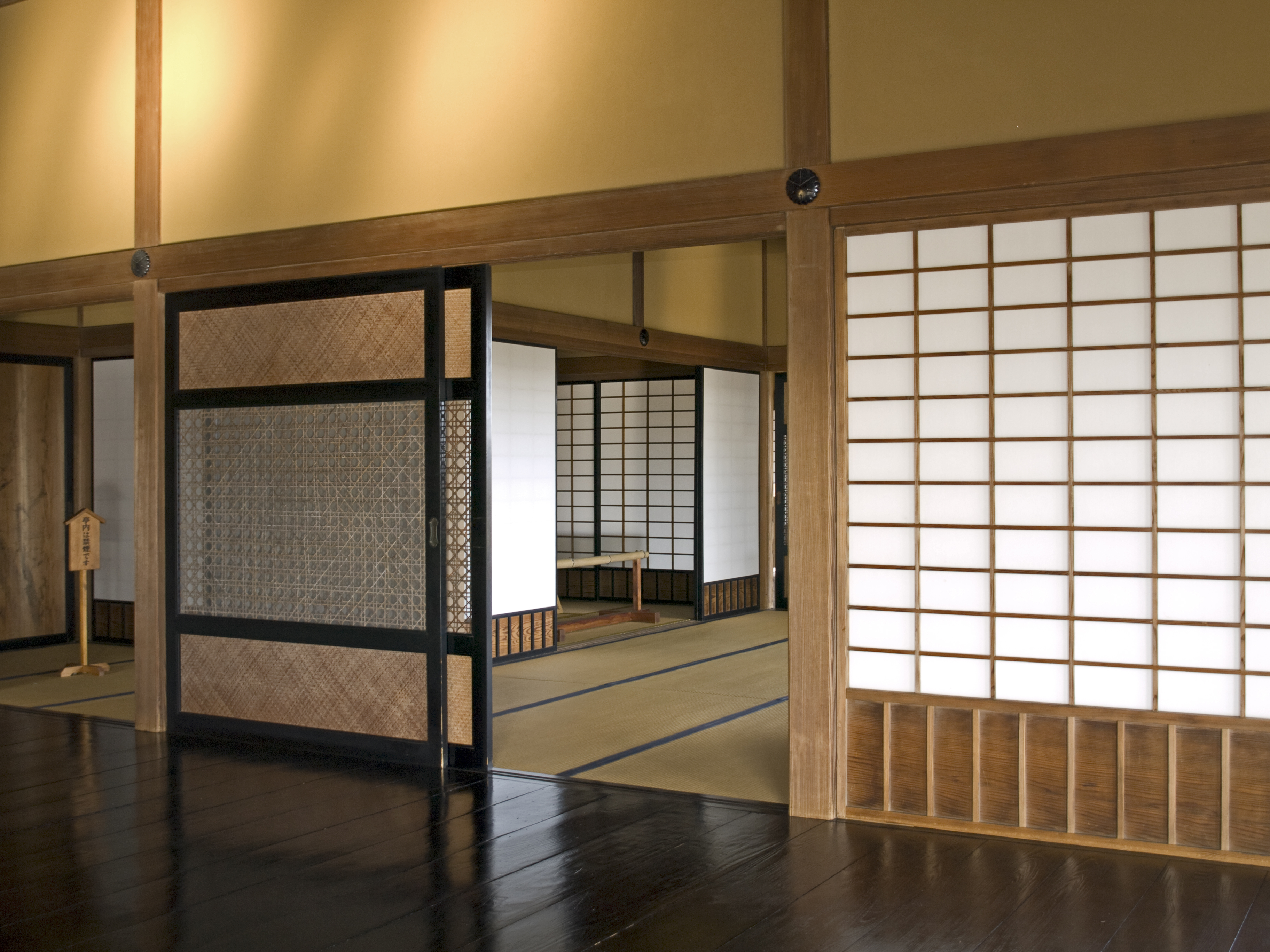
Intérieur du Koubuntei.
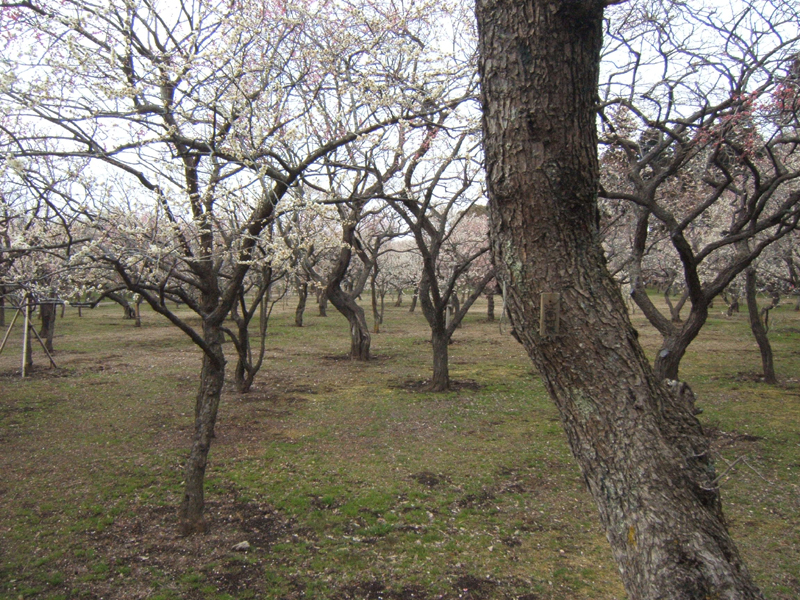
Forêt de pruniers.